# European Nations Cup 2000
La European Nations Cup de la temporada 2000 fue la 32° temporada del segundo torneo en importancia de rugby en Europa, luego del Torneo de las Seis Naciones.

## División 1
| Lugar | Selección    | Partidos | Partidos | Partidos  | Partidos | Puntos  | Puntos    | Puntos | Tabla de puntos |
| Lugar | Selección    | Jugados  | Ganados  | Empatados | Perdidos | A favor | En contra | dif.   | Tabla de puntos |
| ----- | ------------ | -------- | -------- | --------- | -------- | ------- | --------- | ------ | --------------- |
| 1     | Rumania      | 5        | 4        | 0         | 1        | 130     | 57        | +73    | 13              |
| 2     | Georgia      | 5        | 3        | 0         | 2        | 145     | 105       | +40    | 11              |
| 3     | Marruecos    | 5        | 3        | 0         | 2        | 94      | 69        | +25    | 11              |
| 4     | España       | 5        | 2        | 0         | 3        | 109     | 105       | +4     | 9               |
| 5     | Portugal     | 5        | 2        | 0         | 3        | 74      | 100       | −26    | 9               |
| 6     | Países Bajos | 5        | 1        | 0         | 4        | 52      | 168       | −116   | 7               |

| Bandera de Rumania |
| Campeón Rumania    |
| Séptimo título     |

## División 2
| Lugar | Selección | Partidos | Partidos | Partidos  | Partidos | Puntos  | Puntos    | Puntos | Tabla de puntos |
| Lugar | Selección | Jugados  | Ganados  | Empatados | Perdidos | A favor | En contra | dif.   | Tabla de puntos |
| ----- | --------- | -------- | -------- | --------- | -------- | ------- | --------- | ------ | --------------- |
| 1     | Rusia     | 4        | 4        | 0         | 0        | 267     | 18        | 249    | 12              |
| 2     | Croacia   | 4        | 3        | 0         | 1        | 105     | 36        | +29    | 9               |
| 3     | Ucrania   | 4        | 1        | 0         | 3        | 54      | 135       | −81    | 6               |
| 4     | Dinamarca | 4        | 1        | 0         | 3        | 78      | 188       | −110   | 6               |
| 4     | Alemania  | 4        | 1        | 0         | 3        | 56      | 183       | −127   | 6               |

| Bandera de Rusia |
| Campeón Rusia    |
| Primer título    |

## División 3
| Lugar | Selección       | Partidos | Partidos | Partidos  | Partidos | Puntos  | Puntos    | Puntos | Tabla de puntos |
| Lugar | Selección       | Jugados  | Ganados  | Empatados | Perdidos | A favor | En contra | dif.   | Tabla de puntos |
| ----- | --------------- | -------- | -------- | --------- | -------- | ------- | --------- | ------ | --------------- |
| 1     | República Checa | 4        | 4        | 0         | 0        | 119     | 73        | +46    | 12              |
| 2     | Polonia         | 4        | 3        | 0         | 1        | 112     | 69        | +43    | 10              |
| 3     | Suiza           | 4        | 1        | 0         | 3        | 47      | 60        | −13    | 6               |
| 4     | Letonia         | 4        | 1        | 0         | 3        | 72      | 91        | −19    | 6               |
| 5     | Bélgica         | 4        | 1        | 0         | 3        | 72      | 91        | −19    | 6               |

| Bandera de República Checa |
| Campeón República Checa    |
| Primer título              |

## División 4

### Grupo 1
| Lugar | Selección | Partidos | Partidos | Partidos  | Partidos | Puntos  | Puntos    | Puntos | Tabla de puntos |
| Lugar | Selección | Jugados  | Ganados  | Empatados | Perdidos | A favor | En contra | dif.   | Tabla de puntos |
| ----- | --------- | -------- | -------- | --------- | -------- | ------- | --------- | ------ | --------------- |
| 1     | Eslovenia | 4        | 4        | 0         | 0        | 93      | 21        | +72    | 12              |
| 2     | Andorra   | 4        | 3        | 0         | 1        | 70      | 48        | +22    | 10              |
| 3     | Mónaco    | 4        | 1        | 0         | 3        | 40      | 56        | −16    | 6               |
| 4     | Hungría   | 4        | 1        | 0         | 3        | 68      | 99        | −31    | 6               |
| 5     | Austria   | 4        | 1        | 0         | 3        | 51      | 98        | −47    | 6               |

### Grupo 2
| Lugar | Selección           | Partidos | Partidos | Partidos  | Partidos | Puntos  | Puntos    | Puntos | Tabla de puntos |
| Lugar | Selección           | Jugados  | Ganados  | Empatados | Perdidos | A favor | En contra | dif.   | Tabla de puntos |
| ----- | ------------------- | -------- | -------- | --------- | -------- | ------- | --------- | ------ | --------------- |
| 1     | Serbia y Montenegro | 3        | 3        | 0         | 0        | 67      | 12        | +55    | 9               |
| 2     | Moldavia            | 3        | 2        | 0         | 1        | 62      | 43        | +19    | 7               |
| 3     | Israel              | 3        | 1        | 0         | 2        | 54      | 53        | +1     | 5               |
| 4     | Bulgaria            | 3        | 0        | 0         | 3        | 34      | 109       | −75    | 3               |

### Grupo 3
| Lugar | Selección  | Partidos | Partidos | Partidos  | Partidos | Puntos  | Puntos    | Puntos | Tabla de puntos |
| Lugar | Selección  | Jugados  | Ganados  | Empatados | Perdidos | A favor | En contra | dif.   | Tabla de puntos |
| ----- | ---------- | -------- | -------- | --------- | -------- | ------- | --------- | ------ | --------------- |
| 1     | Suecia     | 3        | 3        | 0         | 0        | 131     | 8         | +123   | 9               |
| 2     | Luxemburgo | 3        | 2        | 0         | 1        | 126     | 52        | 74     | 7               |
| 3     | Lituania   | 2        | 1        | 0         | 1        | 55      | 54        | 1      | 4               |
| 4     | Noruega    | 3        | 0        | 0         | 3        | 20      | 218       | −198   | 3               |